# Lochia (bướm đêm)
Lochia  là một chi bướm đêm thuộc họ Noctuidae.